# Olgierd Aleksander Sawicki
Olgierd Aleksander Sawicki ps. Konrad (ur. 16 września 1925 w Staropolu, zm. 20 marca 2002 w Warszawie) – żołnierz Armii Krajowej, uczestnik powstania warszawskiego, więzień obozów jenieckich, architekt

## Życiorys
Urodził się w Staropolu. Jego rodzicami byli Lech Sawicki i Halina z domu Rabek. Był uczniem Gimnazjum im. Stefana Batorego w Warszawie.
W czasie II wojny światowej, od 1942/1943 uczestniczył w ruchu oporu w ZWZ-Armii Krajowej. Przeszedł przeszkolenie i pełnił służbę łącznika na terenie Obszaru Warszawskiego Armii Krajowej. Zajmował się także przerzutem meldunków i radioaparatów.
Przydzielony został do Kompanii Sztabowej Ochrony Komendy Obszaru „Koszta”, gdzie jego bezpośrednim dowódcą był Stanisław Arczyński ps. „Adam”, dowódcą jednostki rtm. Zygmunt Konopka ps. „Nowina”, dowódcą Obszaru gen. bryg. Albin Skroczyński ps. „Łaszcz”.
W czasie niemieckiej okupacji w mieszkaniu państwa Sawickich przy ulicy Piusa XI 30 w Warszawie (dzisiejsza ul. Piękna) był punkt przerzutu pieniędzy dostarczanych drogą powietrzną przez Rząd Polski w Londynie Delegaturze Rządu na Kraj. Punkt ten prowadziła przyrodnia siostra Olgierda Sawickiego – Iwona Krugłowska, juzistka. Gestapo wpadło na trop i zlikwidowało punkt przy ul. Piusa XI 30 a całą rodzinę aresztowano. Jedynie Olgierd, który tej nocy przebywał poza domem, pozostał na wolności.
Przed wybuchem powstania warszawskiego Olgierd Sawicki powrócił do Warszawy. Uczestniczył powstaniu warszawskim w Obszarze Warszawskim Armii Krajowej, w kompanii ochrony Sztabu Obszaru Warszawskiego AK „Koszta”. Przeszedł szlak bojowy w Śródmieściu Północ.
Po upadku powstania warszawskiego był w niewoli niemieckiej w Stalagu 344 Lamsdorf (Łambinowice k. Opola), następnie przeniesiony do Stalagu XVIII C w Markt Pongau i Stalagu XVIIIA Wolfsberg. Po upadku Niemiec hitlerowskich i pobycie na zachodzie Europy, 8 listopada 1945 roku Sawicki powrócił do Polski.
Jego druga siostra, Joanna Sawicka, zmarła w obozie koncentracyjnym w Ravensbrück. Ojciec, inż. architekt Lech Sawicki, zginął w obozie w Bergen-Belsen (lub w KL Gross-Rosen). Matka Olgierda, Halina Sawicka z domu Rabek, primo voto Rosen, zwolniona z Pawiaka w przeddzień wybuchu powstania warszawskiego, poległa na terenie Śródmieścia, 17 września 1944 r..
Po II wojnie światowej rozpoczął studia i został absolwentem Wydziału Architektury Politechniki Warszawskiej. Od 1952 r. był członkiem SARP Okręgu Warszawa. Został członkiem Mazowieckiej Okręgowej Izby Architektów RP, rzeczoznawcą SARP.
Odznaczony został Warszawskim Krzyżem Powstańczym oraz Brązową Odznaką SARP (1982). 9 maja 2001 roku awansowany został do stopnia podporucznika Wojska Polskiego w stanie spoczynku.
Pochowany jest na Cmentarzu Powązkowskim w Warszawie (Stare Powązki), w grobie rodzinnym, kw. 257 C, miejsce 26.
Jego żoną była Zofia Poraj Rożecka-Sawicka (1920-2017), żołnierz Armii Krajowej ps. „Krystyna”, uczestniczka powstania warszawskiego.